# Pierre Delforge
Pierre Delforge (n. 1945) es un botánico y destacado orquideólogo belga, que se desempeña en la Unión Internacional para la Conservación de la Naturaleza y los Recursos Naturales (IUCN).

## Algunas publicaciones

### Libros
- 1995. Orchids of Britain and Europe (Collins Field Guide). Ed. Collins. 480 pp. ISBN 0002200244

- 2001.  Guide des orchidees d'europe d'afrique du nord et proche orient. Ed. Delachaux & Niestle. 640 pp. ISBN 2603012282

- 2005.  Guía de la Orquídeas de España y Europa. Ed. Lynx. 598 pp. 1075 fotos. ISBN 8487334385

- 2006.  Orchids of Europe, North Africa And the Middle East. Ed. Timber Pr. 640 pp. ISBN 0881927546

- 2007. Guide Des Orchidées De France, De Suisse Et Du Benelux. Ed. Delachaux & Niestle. 288 pp.

## Honores

### Eponimia
- (Orchidaceae) Ophrys delforgei Devillers-Tersch. & Devillers[1]

- La abreviatura «P.Delforge» se emplea para indicar a Pierre Delforge como autoridad en la descripción y clasificación científica de los vegetales.[2]